# توشیمائن

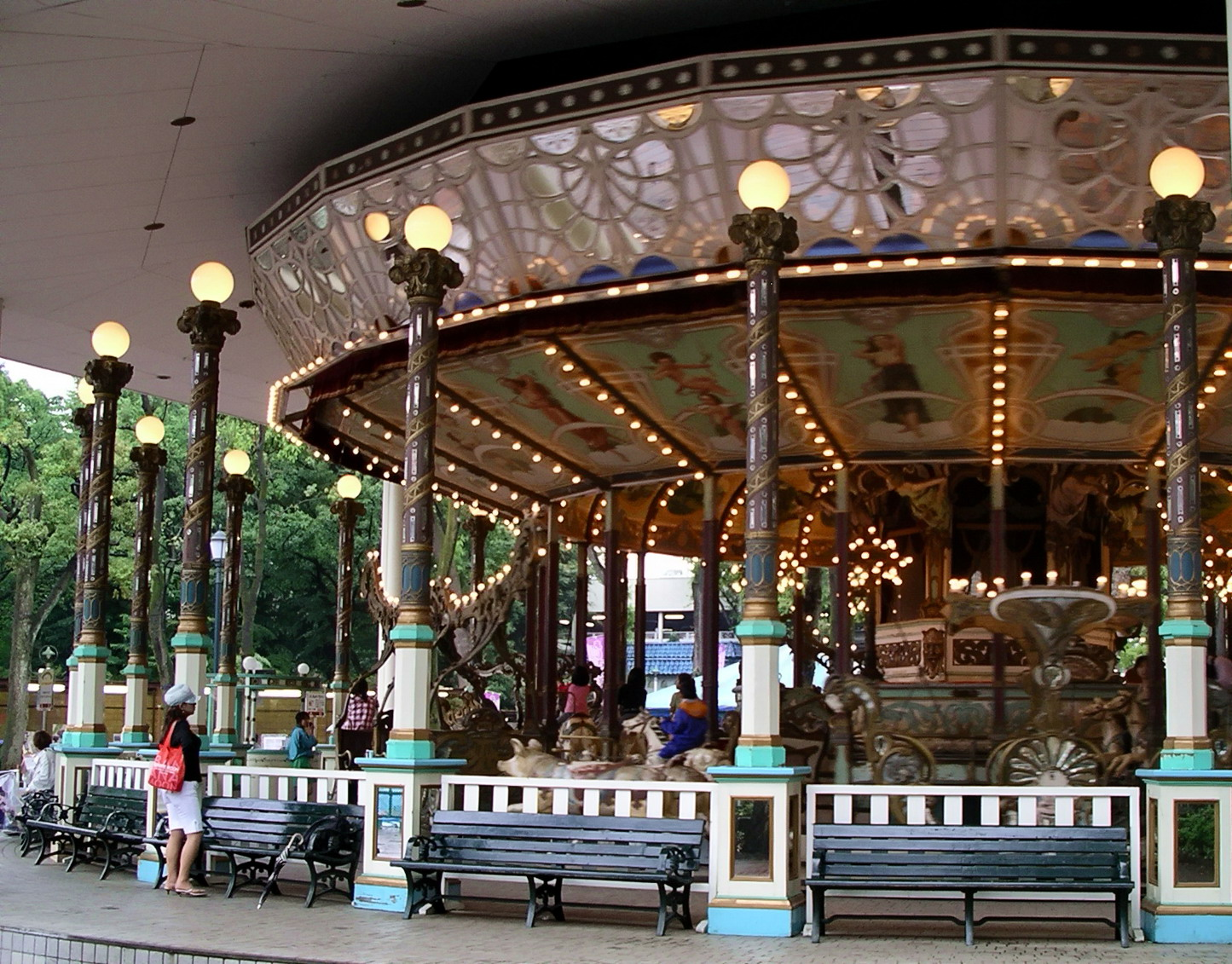
توشیمائن

توشیمائن (به ژاپنی: 豊島園 としまえん) نام یک مرکز تفریحی و شهربازی است که در منطقهٔ نریما در توکیو پایتخت ژاپن قرار گرفته است. این شهربازی در سال ۱۹۲۶ میلادی افتتاح شده‌است. چشمه آبگرم توشیمائن نیوانویو یکی از سه چشمه آبگرم بزرگ توکیو در داخل این شهربازی قرار دارد.
این پارک در ۳۱ اوت ۲۰۲۰ بسته شد. یک «پارک قلعه ملیما» و یک پارک تم هری پاتر ساخته خواهد شد.

## رسیدن
- متروی توئی، خط اوادو، ایستگاه توشمیائن E 36
- شرکت راه‌آهن سیبو، خط سیبو-توشیما، ایستگاه توشمیائن (豊島園駅)